# Aglaia multinervis
Aglaia multinervis là một loài thực vật]] thuộc họ Meliaceae. Loài này có ở Indonesia, Malaysia, và Singapore.